# Carleton Library Series
Die Carleton Library Series ist eine von der Carleton University, einer kanadischen Universität in Ottawa, gestartete Buchreihe. Es ist eine Reihe wissenschaftlicher Werke überwiegend zur kanadischen Geschichte und Sozialwissenschaft, die einen bedeutenden Beitrag zum Wachstum der Kanadastudien an den Universitäten leisteten.
Die Reihe wurde unter der Federführung deren Dekans für Graduiertenstudien und Forschung finanziert. Sie veröffentlicht Material zur kanadischen Geschichte, Politik, Gesellschaft, Wirtschaft, Geographie und verwandten Themen. Sie umfasst sowohl wichtige neue Werke als auch Nachdrucke von Klassikern in diesen Bereichen.
Inzwischen sind darin über 230 Werke veröffentlicht. Die Reihe wird mittlerweile von Carleton Library Series in Kooperation mit der McGill-Queen’s University Press veröffentlicht, ein Joint venture der McGill University in Montreal, Quebec und Queen’s University in Kingston, Ontario.
Das Buch Lament for a Nation: The Defeat of Canadian Nationalism des Philosophen George Parkin Grant (1918–1988) aus dem Jahr 1965 beispielsweise fand Aufnahme in der Reihe. Es gilt als eines der beliebtesten Bücher Kanadas und beschreibt ein Land, das vom Kontinentalismus ausgelöscht wird.

## Bände
Die folgende, in etwa chronologisch sortierte Übersicht zu den in der Reihe erschienenen Bänden (Titel/Verfasser bzw. Herausgeber usw.) erhebt keinen Anspruch auf Aktualität oder Vollständigkeit:
- Regulatory Failure and Renewal: The Evolution of the National Monopoly contract. John R. Baldwin
- Harriet’s Legacies: Race, Historical Memory, and Futures in Canada. Edited by Ronald Cummings and Natalee Caple
- Canada to Ireland: Poetry, Politics, and the Shaping of Canadian Nationalism, 1788–1900. Michelle Holmgren
- University Women: A History of Women and Higher Education in Canada. Sara Z. MacDonald
- Hall-Dennis and the Road to Utopia: Education and Modernity in Ontario. Josh Cole
- Blacks in Canada: A History. Robin W. Winks
- Mrs Dalgairns’s Kitchen: Rediscovering The Pratice of Cookery. Edited by Mary F. Williamson, With modernized recipes by Elizabeth Baird/td>
- Take a Number: How Citizens’ Encounters with Government Shape Political Engagement. Elisabeth Gidengil
- Anxious Days and Tearful Nights: Canadian War Wives during the Grat War. Martha Hanna
- Recognition and Revelation: Short Nonfiction Writings. Margaret Laurence
- The Art of Sharing: The Richer versus the Poorer Provinces since Confederation. Mary Janigan
- Home Feelings: Liberal Citizenship and the Canadian Reading Camp Movement. Jody Mason
- Change and Continuity: Canadian Political Economy in the New Millennium. Edited by Mark P. Thomas, Leah F. Vosko, Carlo Fanelli, and Olena Lyubchenko
- Stanley’s Dream: The Medical Expedition to Easter Island. Jacalyn Duffin
- Beardmore: The Viking Hoax that Rewrote History. Douglas Hunter
- Like Everyone Else but Different. Morton Weinfeld
- Report on Social Security for Canada. Leonard Marsh
- The Hand of God. Michael Gauvreau
- Tug of War. Jocelyn Wills
- Catharine Parr Traill’s The Female Emigrant’s Guide: Cooking with a Canadian Classic. Nathalie Cooke and Fiona Lucas eds.
- Tax, Order, and Good Government. E.A. Heaman
- Filling the Ranks. Richard Holt
- Wildlife, Land, and People. Donald G. Wetherell
- An Undisciplined Economist. Robert G. Evans
- Trade, Industrial Policy, and International Competition. Richard G. Harris
- Canadian Expeditionary Force 1914–1919. G.W.L. Nicholson
- Green-Lite. G. Bruce Doern et al.
- W.A. MacKintosh: The Life of a Canadian Economist. Hugh Grant
- Lives in Transition. Peter Baskerville and Kris Inwood eds.
- The Canadian Oral History Reader. Kristina R. Llewellyn et al. eds.
- The Great War as I Saw it. Frederick George Scott
- And We Go On. Will R. Bird
- Asleep at the Switch. Bruce Smardon
- In Duty Bound. J.K. Johnson
- The Illustrated History of Canada. Craig Brown ed.
- A Two-Edged Sword. Nicholas Tracy
- How Schools Worked. R.D. Gidney and W.P.J. Millar
- Interregional Migration and Public Policy in Canada. Kathleen M. Day and Stanley L. Winer
- Peopling the North American City: Montreal 1840–1900. Sherry Olson and Patricia Thornton
- Surveyors of Empire. Stephen J. Hornsby
- Industrial Organization in Canada. Zhiqi Chen & Marc Duhamel eds.
- So Vast and Various. John Warkentin, ed.
- The Ordinary People of Essex. John Clarke
- The Canadian Economy in the Great Depression. A.E. Safarian
- The Irish in Ontario, Second Edition. Donald Harman Akenson
- Documents on the Confederation of British North America. G.P. Browne
- Inventing Canada. Suzanne Zeller
- The Quest of the Folk. Ian McKay
- Health Insurance and Canadian Public Policy. Malcolm G. Taylor
- The Making of the Nations and Cultures of the New World. Gerard Bouchard
- Staples and Beyond. Edited by Hugh Grant and David A. Wolfe
- The Fighting Newfoundlander. G. W. L. Nicholson
- Lord Durham’s Report, New Edition. Introduction by Janet Ajzenstat and Gerald M. Craig
- History of Canadian Business. R.T. Naylor
- Confederation Debates in the Province of Canada, 1865. P.B. Waite
- Lament for a Nation, 40th Anniversary Edition. George Grant
- Canada and the Cost of World War II. Edited by Matthew J. Bellamy
- The Canadian Quandary. Harry Johnson
- Land of the Midnight Sun. Ken Coates
- Watching Quebec. Ramsay Cook
- The Politics of Development. H.V. Nelles
- A Great Duty. L.B. Kuffert
- The Dream of Nation, Second Edition. Susan Mann
- Cree Narrative, Second Edition. Richard J. Preston
- Silent Surrender, New Edition. Kari Levitt
- The Children of Aataentsic. Bruce G. Trigger
- Land, Power, and Economics on the Frontier of Upper Canada. John Clarke
- A Disciplined Intelligence. A.B. McKillop
- The Blacks in Canada, Second Edition. Robin W. Winks
- A Wampum Denied: Procter’s War of 1812. Sandy Antal
- Outrageous Seas. Rainer K. Baehre (Ed.)
- A Life on the Line. W. Brian Stewart
- Direct Intervention: Canada-France Relations 1967–1974. Eldon Black
- The National Album: Collective Biography and the Formation of the Canadian Middle Class. Robert Lanning
- Bare Poles: Building design for high latitudes. Harold Strub
- Canada’s Origins: Liberal, Tory or Republican? Janet Ajzenstat & Peter J. Smith
- Canadian Foreign Policy, 1977–1992: Selected Speeches and Documents. Arthur E. Blanchette ed.
- The Sociology of Work in Canada. Audrey Wipper
- A Sourcebook of Canadian Media Law. Robert Martin & G. Stuart Adam
- The Burning Bush and a Few Acres of Snow. Audrey Wipper ed.
- O’Callaghan: The Making and Unmaking of a Rebel. Jack Verney
- Niagara’s Changing Landscapes. Hugh J. Gayler ed.
- A Gentleman in the Outports: Gobineau and Newfoundland. Michael Wilkshire ed. and Trans.
- Canadian Economic History: Classic and Contemporary Approaches. M.H. Watkins and H.M. Grant
- Social Justice and the Constitution. Joel Bakan and David Schneiderman, eds.
- The Bank of Canada: Origins and Early History. George S. Watts
- Fragile Truths: 25 Years of Sociology and Anthropology in Canada. William K. Carroll et al. eds.
- God’s Peculiar Peoples. S.F. Wise
- Democracy with Justice. Alain-G. Gagnon and A. Brian Tanguay
- Tax, Borrow and Spend. W. Irwin Gillespie
- Demon Rum or Easy Money. Robert A. Campbell
- Choosing Canada’s Capital. David B. Knight
- Mason Wade, Acadia and Quebec. N.E.S. Griffiths and G.A. Rawlyk
- Canada Before Confederation. R. Cole Harris & John Warkentin
- Chief Justice William Johnstone Ritchie. S.F. Wise
- Industrial Transformation and Challenge in Australia and Canada. Roger Hayter and Peter D. Wilde, eds.
- In his Name. Curtis Fahey
- National Survival in Dependent Societies. Raymond Breton et al. eds.
- By Loving our Own. Peter C. Emberley, ed.
- Police Officer. Claude L. Vincent
- Boys and Girls Apart. Stephen Richer
- The Upper Ottawa Valley to 1855. Richard M. Reid, ed.
- Ethnic Demography. Shiva S. Halli et al. eds.
- Human Rights & Social Technology. Rainer Knopff
- Federalism and the Charter. Peter H. Russell, Rainer Knopff, Ted Morton
- The Intelligent Citizen’s Guide to the Postal Problem. Lawrence M. Read
- The Cross of Gold. Georg Rich
- Canadian Perspectives on Law & Society: Issues in Legal History. W. Wesley Pue and Barry Wright
- A Sourcebook of Canadian Media Law. Robert Martin & G. Stuart Adam
- Documents of Canadian Broadcasting. Roger Bird, ed.
- The Challenge of Class Analysis. Wallace Clement
- Crisis, Challenge and Change. Janine Brodie and Jane Jenson
- Public Budgeting in Canada. G. Bruce Doern, Allan M. Maslove, Michael J. Prince
- Historical Essays on Upper Canada. J.K. Johnson and Bruce G. Wilson
- Griffith Taylor: Antarctic Scientist and Pioneer Geographer. Marie Sanderson
- The Measure of Canadian Society: Education, Equality and Opportunity. John Porter
- Alexander Kennedy Isbister: A Respectable Critic of the Honourable Company. Barry Cooper
- Native People, Native Lands. Bruce Alden Cox, ed.
- The Bank of Upper Canada. Peter Baskerville
- Leading Constitutional Decisions. Peter H. Russell
- Shattered Images. John Cove
- Sojourns in the New World. Tom Darby, ed.
- The Mackenzie-Papineau Battalion. Victor Howard and Mac Reynolds
- The Iron Wedge. Lionel Groulx
- Distance and Duties. R.M. Conlon
- The Rebellion of 1837 in Upper Canada. Colin Read and Ronald J. Stagge, eds.
- Ascription and Achievement. Monica Boyd et al.
- The Canadian City. Gilbert A. Stelter and Alan F.J. Artibese
- Aboriginal Peoples and the Law. Bradford W. Morse, ed.
- Cultural Diversity and Canadian Education. John R. Mallea and Jonathan C. Young
- The Sociology of Work. Audrey Wipper
- The Enterprises of Robert Hamilton. Bruce G. Wilson
- Fear’s Folly (Les Demi-civilses). Jean-Charles Harvey
- Recreational Land Use. Geoffrey Wall and John S. Marsh
- Shaping the Urban Landscape. Gilbert A. Stelter and Alan F.J. Artibise
- The Redistribution of Income in Canada. W. Irwin Gillespie
- Contexts of Canada’s Past. A.B. McKillop
- The Last of the Free Enterprisers. J.D. House
- Economic and Social History of Quebec, 1760–1850. Fernand Ouellet
- The Usable Urban Past. Alan F.J. Artibise and Gilbert A. Stelter, eds.
- Canadian Foreign Policy 1966–1976. Arthur E. Blanchette, ed.
- Canadian Confederation: A Decision-Making Analysis. W.L. White et al.
- Each for All. Ian MacPherson
- The Boundaries of the Canadian Confederation. Norman L. Nicholson
- The Farmers in Politics. William Irvine
- The Canadian Economy and Disarmament. Gideon Rosenbluth
- The Distemper of our Times. Peter C. Newman
- William Lyon MacKenzie: A Reinterpretation. William Dawson LeSueur
- Does Money Matter? M.R. Porter, J. Porter, & B.R. Blishen
- The Canadian City: Essays in Urban History. Gilbert A. Stelter and Alan F.J. Artibise
- The Doukhobors. George Wookcock and Ivan Avakumovic
- Keynesian Economics. Mabel Timlin
- The Canadian Quandary. Harry G. Johnson
- A Critical Spirit: The Thought of William Dawson LeSueur. A.B. McKillop
- Choosing Canada’s Capital. David B. Knight
- Canadian Foreign Policy 1955–1965. Arthur E. Blanchette
- The Frontier and Canadian Letters. Wilfred Eggleston
- The Agricultural Economy of Manitoba Hutterite Colonies. John Ryan
- The Law and the Press in Canada. Wilfred H. Kesterton
- Eighteenth Century Newfoundland. C. Grant Head
- Canada: A Middle-Aged Power. John W. Holmes
- The Frog Lake “Massacre”. Stuart Hughes
- Historical Essays on British Columbia. J. Friesen and H.K. Ralston, eds.
- Political Corruption in Canada. Kenneth M. Gibbons and Donald C. Rowat, eds.
- Capital Punishment in Canada. David Chandler
- Canadian-American Industry. Herbert Marshall, Frank Southard, Jr., Kenneth W. Taylor
- Minority Men in a Majority Setting. Christopher Beattie
- Perspectives on Landscape and Settlement in Nineteenth Century Ontario. J. David Wood, ed.
- Man’s Impact on the Western Canadian Landscape. J.G. Nelson
- The Canadian Corporate Elite. Wallace Clement
- Living and Learning in the Free School. Mark W. Novak
- Canadian Indians and the Law. Derek G. Smith, ed.
- Canada’s Balance of International Indebtedness, 1900–1913. Jacob Viner
- Socialization and Values in Canadian Society, Vol. II. Robert M. Pike and Elia Zureik, eds.
- The Canadian Bill of Rights. Walter Surma Tarnopolsky
- Historical Essays on Upper Canada. J.K. Johnson
- Canadian-American Summit Diplomacy, 1923–1973. Roger Frank Swanson
- Philippe de Rigaud de Vaudreuil. Yves F. Zoltvany
- Consociational Democracy: Political Accommodation in Segmented Societies. Kenneth McRae, ed.
- Beyond the Atlantic Roar: A Study of Nova Scotia Scots. D. Campbell and R.A. MacLean
- Capital Formation in Canada, 1896–1930. Kenneth Buckley
- The Adventures and Sufferings of John R. Jewitt, Captive Among the Nootka, 1803–1805. Derik G. Smith, ed.
- Statistical Account of Upper Canada. Abridged by S.R. Mealing
- The Crisis of Quebec, 1914–1918. Elizabeth Armstrong
- Freedom and Order: Collected Essays. Eugene Forsey
- The Native Peoples of Atlantic Canada. H.F. McGee
- Cuthbert Grant of Grantown. Margaret MacLeod and W.L. Morton
- Renegade in Power: The Diefenbaker Years. Peter C. Newman
- “Dominion Lands” Policy. Chester Martin, Edited by Lewis H. Thomas
- Natural Resources: The Economics of Conservation. Anthony Scott
- The Ombudsman Plan. Donald C. Rowat
- Recollections of the On To Ottawa Trek. Victor Hoar, ed.
- Cultural Ecology. Bruce Cox
- The Tremblay Report. David Kwavnick
- Laurier and a Liberal Quebec. H. Blair Neatby
- The Last Forty Years: The Union of 1841 to Confederation. J.C. Dent
- Languages in Conflict. Richard J. Joy
- Perspectives on the North American Indians. Mark Nagler
- Community in Crisis. Richard Jones
- Culture and Nationality. A.G. Bailey
- Urban Development in South-Central Ontario. Jacob Spelt
- The Development of Canada’s Staples, 1867–1939. Kevin H. Burley
- Canada’s Changing North. William C. Wonders
- The Canadian Economy in the Great Depression. A.E. Safarain
- Historical Essays on the Praire Provinces. Donald Swainson
- Monck Letters and Journals 1863–1868. W.L. Morris
- Canadian Foreign Policy 1945–1954. R.A. MacKay
- Lament for a Nation. George Grant
- The Better Part of Valour. John W. Holmes
- The Canadian Municipal System. Donald C. Rowat
- Robert Laird Borden: His Memoirs Vol. 2. Henry Borden, ed.
- Robert Laird Borden: His Memoirs Vol. 1. Henry Borden, ed.
- The Neutral Yankees of Nova Scotia. John Barlet Brebner
- John Strachan: Documents and Opinions. J.L.H. Henderson
- Sir Francis Bond Head: a Narrative. S.F. Wise, ed.
- The Colonial Reformers and Canada: 1830–1849. Peter Burroughs
- Eskimo of the Canadian Arctic. Victor F. Valentine and Frank G. Vallee, eds.
- Documents on the Confederation of British North America. G.P. Browne
- Growth and the Canadian Economy. T.N. Brewis
- The Old Province of Quebec. A.L. Burt
- A History of Journalism in Canada. W.H. Kesterton
- Historical Essays on the Atlantic Provinces. G.A. Rawlyk
- Western Ontario and the American Frontier. Fred Landon
- Church and State in Canada 1627–1867. John S. Moir
- Canadian Social Structure. John Porter
- Approaches to Canadian Economic History. W.T. Easterbrook and M.H. Watkins
- North Atlantic Triangle. John Barlet Brebner
- The Race Question in Canada. Andre Siegfried
- A History of Canadian External Relations, Vol. II. G.P. deT Glazebrook
- A History of Canadian External Relations, Vol. I. G.P. deT Glazebrook
- Life and Times of Sir Alexander Tilloch Galt. Oscar Douglas Skelton
- Indians of the North Pacific Coast. Tom McFeat
- Frontenac: The Courtier Governor. W.J. Eccles
- Leading Constitutional Decisions. Peter H. Russell
- Life and Letters of Sir Wilfrid Laurier, Vol. II. Oscar Douglas Skelton
- Life and Letters of Sir Wilfrid Laurier, Vol. I. Oscar Douglas Skelton
- Joseph Howe: Voice of Nova Scotia. J. Murray Beck
- The Canadian Commercial Revolution 1845–1851. Gilbert N. Tucker
- French-Canadian Society. Marcel Roux and Yves Martin
- Money and Banking in Canada. E.P. Neufeld
- The Courts and the Canadian Constitution. W. R. Lederman
- The Western Interior of Canada. John Warkentin
- The French-Canadian Outlook. Mason Wade
- The Economic Background of Dominion-Provincial Relations. W. A. MacKintosh
- A History of Transportation in Canada, Vol. II. G. P. de T. Glazebrook
- A History of Transportation in Canada, Vol. I. G. P. de T. Glazebrook
- Political Unrest in Upper Canada 1815–1836. Aileen Dunham
- The Reciprocity Treaty of 1854. Donald C. Masters
- Lord Durham’s Mission to Canada. Chester New
- The Jesuit Relations and Allied Documents. S.R. Mealing, ed.
- The Unreformed Senate of Canada. R.A. MacKay
- The Rowell/Sirois Report/Book I. Donald V. Smiley, ed.
- Champlain: The Life of Fortitude. Morris Bishop
- Laurier: A Study in Canadian Politics. J.W. Dafoe
- The Confederation Debates in the Province of Canada/1865. P.B. Waite, ed.
- Lord Durham’s Report. Gerald M. Craig, ed.